# Jennifer Lopez: Feelin' So Good
Jennifer Lopez: Feelin' So Good là đĩa DVD đầu tiên của ca sĩ người Mỹ Jennifer Lopez, được phát hành tháng 11 năm 2000. Nội dung đĩa xoay quanh album On The Floor, các đĩa đơn đầu tay của cô và những màn trình diễn trực tiếp tại các lễ trao giải.

## Danh sách video
1. Program Start (Chương trình khởi chạy)
2. Why Risk a Music Career? (Tại sao phải chơi trò vận rủi với sự nghiệ ca hát?)
3. Press Tours/Promotions (Quảng bá/Tour lưu diễn)
4. "If You Had My Love" (Buổi diễn tại 1999 VH1 Fashion Awards)
5. Beginning of the Year (Mở đầu của một năm)
6. Giới thiệu video "If You Had My Love"
7. "If You Had My Love"
8. Giới thiệu video"No Me Ames"
9. Madison Square Garden cùng Marc Anthony
10. "No Me Ames"
11. First Number One Single (Đĩa đơn số 1 đầu tiên)
12. Record Release Week (Tuần phát hành)
13. Giới thiệu "Let's Get Loud"
14. "Let's Get Loud" (Buổi diễn tại 1999 Women's World Cup)
15. Jennifer's Energy (Năng lượng của Jennifer)
16. "Waiting for Tonight" (Buổi diễn tại 1999 Billboard Music Awards)
17. Giới thiệu video "Waiting for Tonight"
18. Giới thiệu video "Waiting for Tonight" Remix
19. "Waiting for Tonight" (Megamix Video)
20. Jennifer's Mom (Mẹ của Jennifer)
21. Fan Support (Fan ủng hộ)
22. Working on Record (Làm việc trong phòng thu)
23. Tina Landon
24. "If You Had My Love" (Buổi diễn tại 1999 Blockbuster)
25. Jennifer Goofing Around (Jennifer vui chơi xung quanh)
26. "Baila"
27. Film Energy vs. Music Energy (Sức hút của phim đấu Sức hút âm nhạc)
28. Giới thiệu video "Feelin' So Good"
29. "Feelin' So Good" (cùng Big Pun và Fat Joe)

### Video kèm theo
1. "If You Had My Love" - Video Ca nhạc
2. "If You Had My Love" (Darkchild Remix) - Video Ca nhạc
3. "No Me Ames" - Video Ca nhạc
4. "Waiting for Tonight" - Video Ca nhạc
5. "Waiting for Tonight" ("Una Noche Mas") - Video Ca nhạc
6. "Waiting for Tonight" (Hex Hector Remix) - Video Ca nhạc
7. "Waiting for Tonight" (Megamix) - Video Ca nhạc
8. "Feelin' So Good" - Video Ca nhạc
9. "Baila" - Video Ca nhạc
10. On the 6 - EPK
11. Interactive Biography
12. Hình ảnh
13. Hậu trường (Buổi chụp ảnh)